# Râul Pietroasa, Sărata
Râul Sărata-Monteoru este un curs de apă, afluent al râului Sărata. 